# 塞尔希奥·巴蒂斯塔
塞尔希奥·丹尼尔·巴蒂斯塔 (西班牙语：Sergio Daniel Batista，1962年12月7日—) 阿根廷退役职业足球运动員和教練员，司职防守型中場。

## 球员时期
球员时期的巴蒂斯塔出道于阿根廷联赛的阿根廷青年，此后来效力过河床队、新芝加哥队、全男孩竞技。1995-96赛季，巴蒂斯塔还短暂效力过日本联赛的鸟栖未来队。
在1985年至1990年之間，巴蒂斯塔39次代表阿根廷國家足球隊出賽，是阿根廷夺得1986年世界盃足球賽冠军的主力球员。

## 教练时期
2008年，巴蒂斯塔带领以、为首的阿根廷国奥队取得了(北京奥运会男足比赛的金牌。2010年世界盃足球賽結束之後，巴蒂斯塔取代了颇具争议的，出任阿根廷國家足球隊主教練，但在2011年美洲國家盃中阿根廷队表现糟糕，在四分之一决赛中被乌拉圭所淘汰。2011年7月，巴蒂斯塔辞去阿根廷国家队主教练的职务。
2012年5月30日，中国足球超级联赛球队上海申花宣布巴蒂斯塔成为球队主教练，这也是一个赛季中申花调换的第三任主教练，巴蒂斯塔执教半年的薪水约为80万美元。 2013年7月4日，巴蒂斯塔因个人原因辞去上海申花主教练一职。
2014年3月30日，巴蒂斯塔回归球队，担任已改名的上海绿地申花主教练。